# Gemeentebelangen Aa en Hunze
Gemeentebelangen Aa en Hunze (officieel: Kiesvereniging Combinatie Gemeentebelangen Aa en Hunze) is een lokale politieke partij in de Drentse gemeente Aa en Hunze. De partij zegt te werken aan het "vergroten van de leefbaarheid in de gemeente". Ze is opgericht in 1997 wegens de herindeling van de gemeenten Anloo, Gasselte, Gieten en Rolde, die werden samengevoegd in de nieuwe gemeente Aa en Hunze. De partij is een fusie van de partijen Combinatie Zanddorpen (actief in Anloo), Gemeentebelangen Anloo, Gemeentebelangen Gasselte, Gemeentebelangen Gieten en Gemeentebelangen Rolde.
De partij is sinds de oprichting één van de grootste partijen in de gemeenteraad van Aa en Hunze. Ze heeft dan ook in bijna elke raadsperiode deelgenomen aan het college, de enige termijn waarin dit niet het geval was, was in de periode 2006-2010. Sinds 2010 maakt de partij samen met twee andere partijen deel uit van het college, terwijl er met één andere partij al een meerderheid in de raad is. Van 2010 tot 2018 heeft de partij binnen het college samengewerkt met GroenLinks en het CDA en van 2018 tot 2022 met GroenLinks en de VVD. Sinds 2022 bestaat het college uit Gemeentebelangen, VVD en PvdA.

## Verkiezingen
De partij heeft bij verschillende verkiezingen de volgende zetelaantallen behaald:
| Jaar | Stemmen | %   | Zetels  |
| ---- | ------- | --- | ------- |
| 1997 | 2.830   | 25% | 5 / 19  |
| 2002 | 3.853   | 31% | 7 / 21  |
| 2006 | 3.375   | 25% | 5 / 21  |
| 2010 | 3.652   | 30% | 7 / 21  |
| 2014 | 4.547   | 35% | 8 / 21  |
| 2018 | 5.579   | 43% | 10 / 21 |
| 2022 | 4.983   | 38% | 9 / 21  |